# 漢諾威縣 (維吉尼亞州)
漢諾威县（英語：Hanover County）是美国弗吉尼亚州東部的一個郡，面積1,504平方公里。縣治漢諾威（Hanover）。根据2020年美國人口普查结果，该县共有人口10萬9,979人。该縣成立於1720年11月2日，縣名來自於英王喬治一世，即漢諾威選侯格奧爾格一世·路德維希。